# Jean-Baptiste Madou

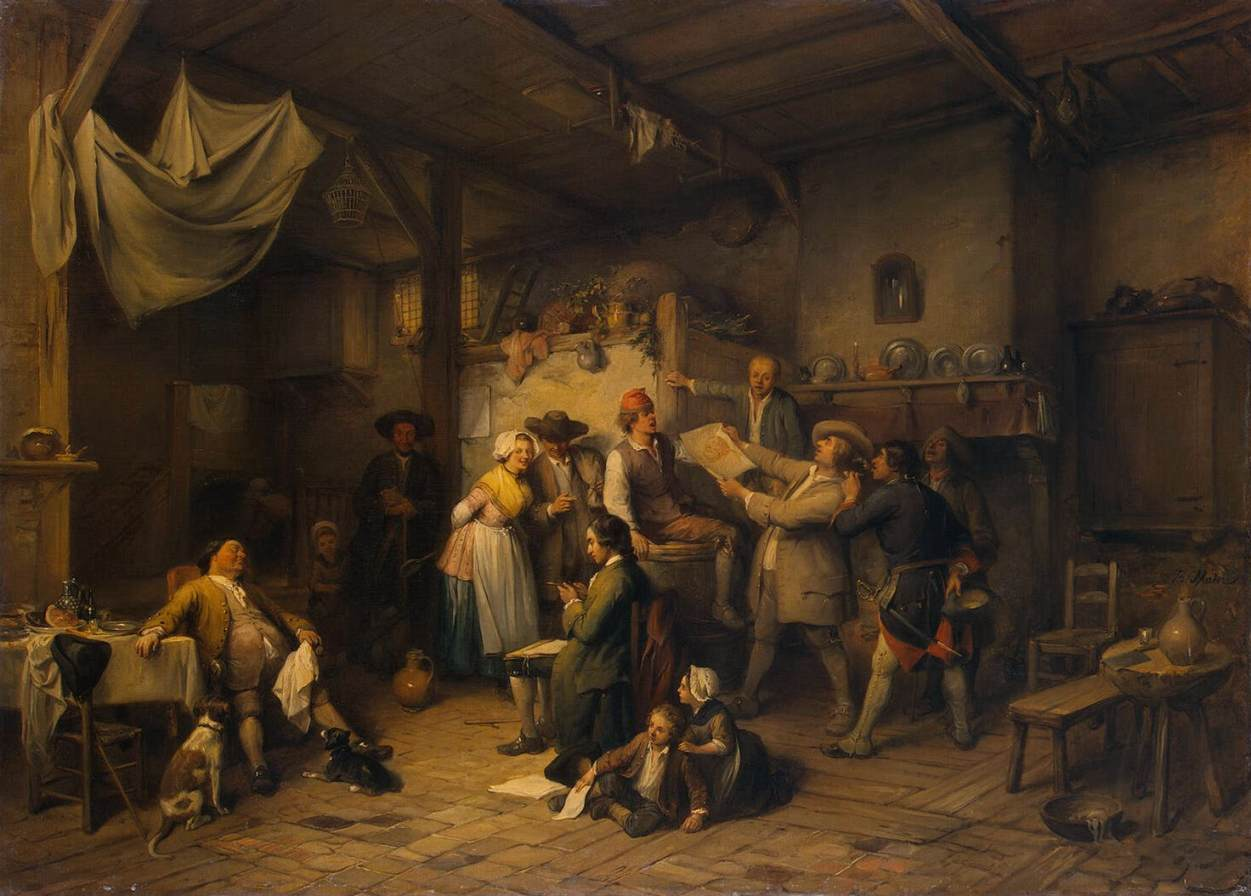
Studie, 1845 (Hermitage)

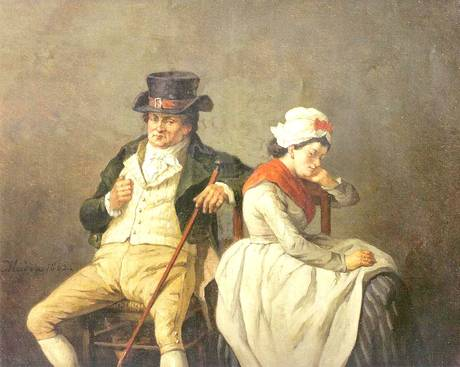
La bouderie, 1874 (private collectie)

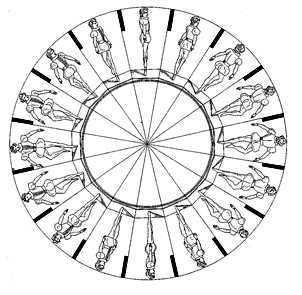
Schijf voor de Phénakistiscope

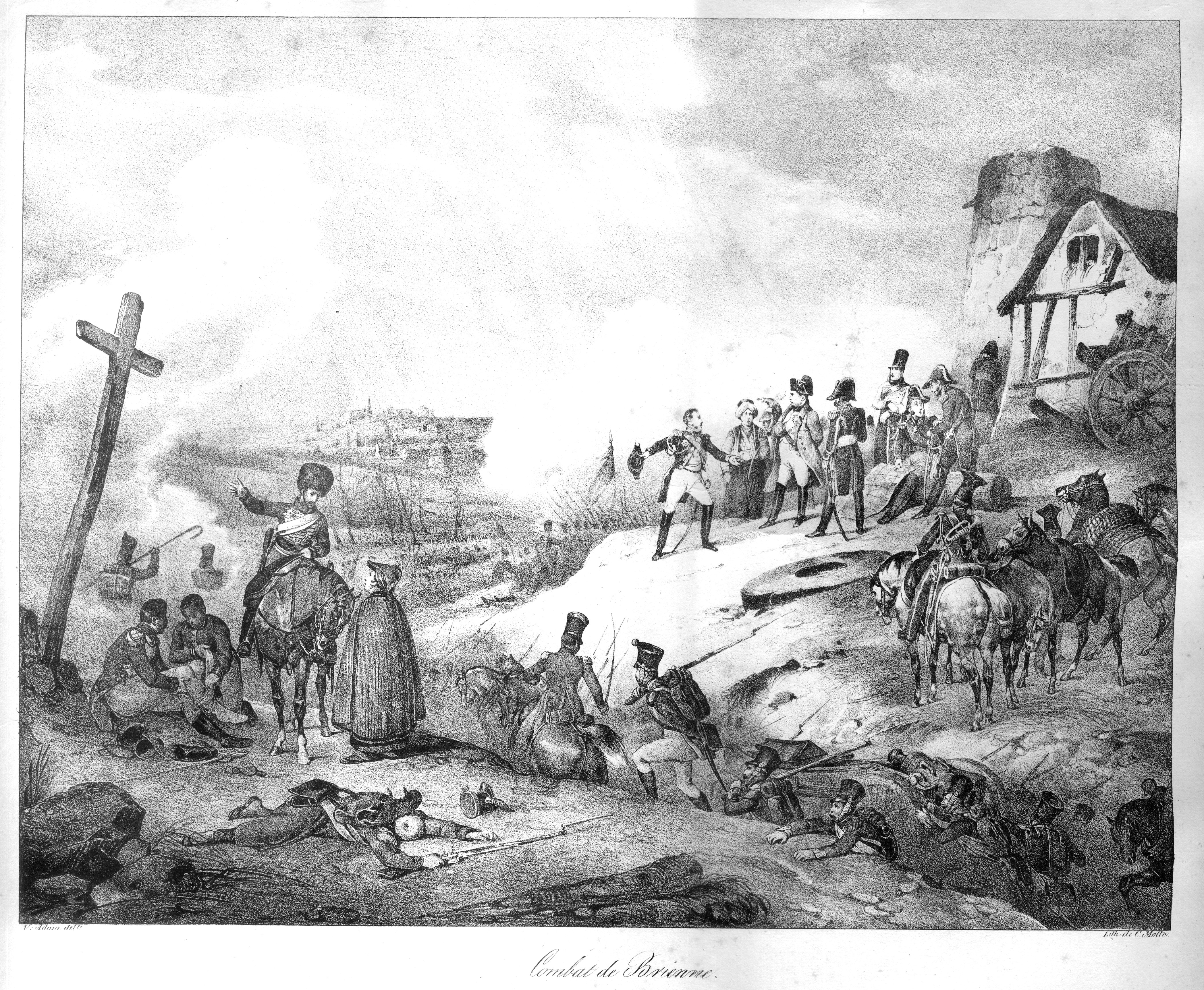
Strijd bij Brienne

Jean-Baptiste Madou (Brussel, 3 februari 1796 - aldaar, 3 april 1877) was een Belgisch schilder, illustrator, lithograaf en etser. Hij was een populair figuur die vooral herinnerd wordt als pionier van het steendrukken.

## Leven
Madou was afkomstig uit een bescheiden gezin maar kreeg een verzorgde opleiding, mede door de financiële steun van de gravin d'Allegambe. Hij was een leerling van Antoine Brice in de Brusselse Kunstacademie en ging aan de slag in het atelier van kunstenaar Pierre-Célestin François.
De dood van zijn vader dwong hem om al op jonge leeftijd het gezin te onderhouden. Hij maakte zijn debuut in 1813 en won onmiddellijk een prijs op het Salon van dat jaar. Kort daarna ging hij in overheidsdienst: eerst bij het departement Financiën (1814-18) en daarna als kalligrafisch tekenaar bij de topografische dienst van het Oorlogsministerie, gevestigd in Kortrijk (1818-20). Hij was er belast met het tekenen van een grenskaart en werd ook tekenleraar aan de militaire school. Ondertussen volgde hij tekenen en muziek aan de plaatselijke Academie. Op 22-jarige leeftijd werd hij er erelid van de Société des Beaux Arts en kon hij er deelnemen aan tentoonstellingen.
Daarna verhuisde Madou terug naar Brussel om als typograaf en (anoniem) illustrator te gaan werken in het lithografisch atelier van pioniers Marcellin Jobard en Weissenbruch. Hij raakte zeer bedreven in deze ontluikende techniek. Hij leverde de grootste bijdrage aan de Voyage pittoresque dans le royaume des Pays-Bas (1822-1825). Na een tiental jaren trad hij uit de anonimiteit en kon hij een serie lithografieën onder eigen naam laten verschijnen in Brussel, Parijs en Londen. Hij werd gevraagd om de Nederlandse koninklijke familie en andere personaliteiten te portretteren. Ook over de Belgische onafhankelijkheid maakte hij talrijke litho's. In 1836 won hij de gouden medaille op het Salon van Brussel voor La Physionomie de la société en Europe depuis 1400 jusqu'à nos jours.
Ondertussen was Madou gehuwd met Mélanie Lannuyer, een halfzus van de astronoom en statisticus Adolphe Quetelet (4 september 1833). Hierdoor kwam hij in een voornaam milieu terecht.
Rond 1840 moest Madou met lede ogen vaststellen dat het bergaf ging met de lithografische publicaties, die zich meer en meer beperkten tot het reproduceren van schilderijen. Op aanmoediging van zijn vrouw gaf Madou het steendrukken op en werd hij zelf schilder. Hij had succes op de Salons van Brussel en Parijs met de formule van het genreschilderij. Ook hierin bekwam hij internationale erkenning. Hij werkte in de traditie van Adriaan Brouwer en Jan Steen, soms in samenwerking met Hilaire Kreins.
Een andere nieuwigheid waarin Madou zich uitleefde, was de fenakistiscoop van Joseph Plateau. Samen maakten ze rond 1850 verschillende ingenieuze schijven, waarin Madou ook zijn burleske kant kwijt kon. In dezelfde periode werd hij tekenleraar van de koninklijke kinderen en professor aan de militaire school.
Ook op hogere leeftijd bleef hij zeer actief. Hij decoreerde de wanden en plafonds van zijn huis met taferelen uit de Fabels van Jean de La Fontaine. Voor het kasteel van Ciergnon maakte hij in de jaren 1870-79 decoratieve panelen met Paul Lauters.
De dood van de bon-vivant Madou was gedenkwaardig: hij kreeg een beroerte op de opening van het Salon des Aquarellistes in het Academiënpaleis (31 maart 1877), in aanwezigheid van koning Leopold II. Hij stierf drie dagen later in zijn woning en werd begraven in Sint-Joost.

## Werk

### Schilderijen
Madou was een getalenteerd portrettist en genreschilder. Zijn werk, zowel aquarellen als olie, is te zien in Brussel, Antwerpen, Brugge, Verviers, Luik, Amsterdam, Bremen en Szczecin. Tot zijn bekendste schilderijen behoren:
- De ongewenste genodigden, 1852
- De spelbreker (Le trouble-fête), 1854, Brussel, KMSK
- Dorpspolitiek (Les politiques au village), 1871, Brussel, KMSK
- Het gesprek, 1874

### Boekillustraties en steendrukalbums
- 1825 - Jean-Joseph de Cloet, Voyage pittoresque dans le Royaume des Pays-Bas, Brussel, Jobard
- 1830 - Album de Douze Petits Sujets pour l'année 1830, Parijs
- 1830 - Étrennes pour 1831 ou Album lithographique composé de Douze Sujets, Parijs
- 1830 - Twelve Subjects composed and drawn on stones by Madou of Brussels - Douze Sujets composés et dessinés sur pierre par Madou de Bruxelles, Londen
- 1831 - Les Environs de Bruxelles
- 1836 - La physionomie de la société en Europe depuis 1400 jusqu'à nos jours
- 1839 - P.J. Benoit, Voyage à Surinam. Description des possessions Néerlandaises dans la Guyane. Cent dessins pris sur nature
- 1839 - Les Belges peints par eux-mêmes, met Paul Lauters
- 1842 - Scènes de la vie des Peintres des Écoles flamandes et hollandaises, met Lauters

## Eerbetoon
Bij zijn dood in 1877 werd een plein vlak bij zijn woonplaats naar hem vernoemd: het Madouplein in Sint-Joost-ten-Noode.

## Voetnoten
1. 1 2  Marc Pasteger, Un artiste qui débuta... au minstère des Finances, Le Soir Mag, 4560, 13 november 2019, p. 59
2. ↑  Félix Stappaerts, Notice sur Jean-Baptiste Madou. Artiste peintre, Brussel, F. Hayez, 1879, blz. 34

- Biblioteca Nacional de España: XX1351912
- Bibliothèque nationale de France: cb14952889k (data)
- Gemeinsame Normdatei: 116655232
- International Standard Name Identifier: 0000 0000 8116 1885
- Library of Congress Control Number: n88172694
- Nationale Bibliotheek van Tsjechië: xx0125809
- Nationale Bibliotheek van Polen: a0000003651230
- Nederlandse Thesaurus van Auteursnamen: 069062994
- RKD-Nederlands Instituut voor Kunstgeschiedenis: 51871
- Système universitaire de documentation: 175830355
- Union List of Artist Names: 500022465
- Virtual International Authority File: 37117356
- WorldCat: E39PBJtGWtdtKdYfkJcDxyMByd